# 큐피드의 실수
《큐피드의 실수》(Cupid's Mistake)는 강영만 필름에서 최저예산으로 제작하여 2000년에 미국개봉한 강영만 감독의 로맨틱 코미디 영화이다. 큐피드의 실수의 최저 제작비는 980 미국 달러로 제작되어 미국 극장에 개봉된 영화로 기네스 월드 레코드 인증을 받았다.

## 출연

### 조연
- 야스다 켄
- 강영만

## 시놉시스
로스 엔젤레스의 아름다운 산타 모니카와 베니스 비치를 배경으로, 비디오 작가 길이 사랑하는 아시안 모델 토야, 토야가 사랑하는 일본인 보디빌더 켄, 켄이 사랑하는 여배우 수잔, 수잔의 연인은 길, 이들 세쌍의 젊은 엔젤레노 연인들의 펼치는 사랑 이야기를 담고있다.

### 제작
최소 제작비로 제작하기 위하여 촬영 기간을 최소 3일로 했으며, 시나리오 없이 배우들이 즉흥 연기를 했다. 카메라는 핸드 헬드로 롱 테이크로 촬영했다. 

“데뷔작 찍을 땐 돈이 없어 배우・스태프를 최소한으로 했고 대부분의 장면도 카메라를 손에 들고 찍는 ‘핸드 헬드’ 촬영으로 찍었다” <조선덧컴인물> 

강 감독의 첫 작품, ‘큐피드의 실수’는 2000년 미국에서 개봉과 동시에 뉴욕타임스, 빌리지 보이스, 뉴욕 포스트 등 메이저 신문의 리뷰를 받으며 화재가 되었다.
<한민족 리포트>

## 같이 보기
- 강영만
- 김치전사